# Юи (Шуанъяшань)
Юи́ (кит. упр. 友谊, пиньинь Yǒuyì) — уезд городского округа Шуанъяшань провинции Хэйлунцзян (КНР). Название уезда означает «Дружба», и происходит от названия совхоза, созданного в этих местах при помощи СССР в годы 1-й китайской пятилетки.

## История
Сначала эти земли входили в состав уезда Фуцзинь (富锦县). В 1946 году был образован уезд Цзисянь провинции Хэцзян. В мае 1949 года провинция Хэцзян была присоединена к провинции Сунцзян. В августе 1954 провинция Сунцзян была объединена с провинцией Хэйлунцзян, и уезд Цзисянь вошёл в состав округа Хэцзян (合江地区). В 1960 году решением Госсовета КНР уезд Цзисянь был расформирован: его западная часть вошла в состав Шуанъяшаня, а из восточной части, где находился совхоз «Дружба», был создан уезд Юи, вошедший в состав Специального района Хэцзян (合江专区). В 1962 году уезд Юи был расформирован, а уезд Цзисянь воссоздан в прежних границах. В 1964 году уезд Юи был воссоздан, в 1973 году расформирован опять, в 1984 году воссоздан вновь. 1 января 1985 года район Хэцзян был ликвидирован, а вместо него был образован городской округ Цзямусы. В 1991 году уезд Юи был переведён из городского округа Цзямусы в состав городского округа Шуанъяшань.

## Административное деление
Уезд Юи делится на 4 посёлка, 6 волостей и 1 национальную волость.
| №  | Название  | Название (кит.)  | Статус      | Население чел. (2010) | На карте                         |
| -- | --------- | ---------------- | ----------- | --------------------- | -------------------------------- |
| 1  | Юи        | 友谊镇           | поселок     | 31123                 | 46°46′16″ с. ш. 131°48′10″ в. д. |
| 2  | Синлун    | 兴隆镇           | поселок     | 10718                 | 46°43′42″ с. ш. 131°35′21″ в. д. |
| 3  | Юлинь     | 友邻乡           | волость     | 6563                  | 46°55′05″ с. ш. 131°59′21″ в. д. |
| 4  | Фэнган    | 凤岗镇           | поселок     | 6325                  | 46°42′27″ с. ш. 131°46′57″ в. д. |
| 5  | Цзяньшэ   | 建设乡           | волость     | 5977                  | 46°48′02″ с. ш. 131°44′18″ в. д. |
| 6  | Чэнфу     | 成富朝鲜族满族乡 | нац.волость | 5351                  | 46°39′25″ с. ш. 131°52′28″ в. д. |
| 7  | Дунцзянь  | 东建乡           | волость     | 4852                  | 46°46′57″ с. ш. 131°55′22″ в. д. |
| 8  | Синшэн    | 兴盛乡           | волость     | 4747                  | 46°45′26″ с. ш. 131°38′44″ в. д. |
| 9  | Цинфэн    | 庆丰乡           | волость     | 4713                  | 46°44′00″ с. ш. 131°51′54″ в. д. |
| 10 | Синьчжэнь | 新镇乡           | волость     | 3699                  | 46°47′30″ с. ш. 132°05′50″ в. д. |
| 11 | Луншань   | 龙山镇           | поселок     | 3225                  | 46°32′03″ с. ш. 131°34′41″ в. д. |

## Соседние административные единицы
Уезд Юи на юге граничит с районом Баошань, на западе — с уездом Цзисянь, на востоке — с уездом Баоцин, на севере — с городским округом Цзямусы.